# Eulophonotus myrmeleon
Eulophonotus myrmeleon är en fjärilsart som beskrevs av Felder 1874. Eulophonotus myrmeleon ingår i släktet Eulophonotus och familjen träfjärilar. Inga underarter finns listade i Catalogue of Life.